# NGC 5405
NGC 5405 este o galaxie spirală situată în constelația Boarul. A fost descoperită în 3 martie 1883 de către Ernst Hartwig. Se află la o distanță de 98,88 de megaparseci de Pământ.